# Kinner B-5
Der Kinner B-5 war in den 1930er Jahren ein verbreiteter US-amerikanischer Fünfzylindersternmotor für die Allgemeine Luftfahrt.

## Konstruktion und Entwicklung
Der B-5 war eine Weiterentwicklung des K-5 mit geringfügig mehr Leistung und größeren Abmessungen. Die größte Änderung war die Verlängerung der Bohrung von 108 mm auf 117,5 mm mit einer daraus resultierenden Vergrößerung des Hubraums von 6,1 Liter auf 7,2 Liter. Im Gegensatz zu Sternmotoren anderer Hersteller verfügte der B-5 über eine eigene Nockenwelle für jeden Zylinder. Dieses System wurde auch bei dem sowjetischen Schwezow M-11 eingesetzt. Die meisten anderen Sternmotoren verwendeten indes eine Art „Nockenring“. Der B-5 war ein zuverlässig laufender Motor und wurde tausendfach in Schulflugzeugen des Zweiten Weltkriegs verbaut. Seine militärische Bezeichnung lautete R-440.

## Verwendung
- Fleet Fawn
- Fleet Finch
- Kinner Sportster
- Kinner Sportwing
- Monocoupe 125
- Redfern DH-2
- Ryan PT-22 Recruit
- Savoia-Marchetti S.56

## Technische Daten
Aus: Jane's all the World’s Aircraft 1938

### Allgemeine Daten
- Typ: Fünfzylindersternmotor
- Bohrung: 117,5 mm
- Hub: 133 mm
- Hubraum: 7,23 Liter
- Länge: 821,1 mm
- Durchmesser: 1152,5 mm
- Trockengewicht: 134 kg

### Komponenten
- Ventilsteuerung: zwei pro Zylinder, eine Nockenwelle pro Zylinder
- Gemischaufbereitung: Strombergvergaser
- Kraftstoffart: AvGas mit 73 Oktan
- Schmierung: Trockensumpf
- Kühlung: Luft

### Leistungsdaten
- Leistung: 125 PS (92 kW) maximal bei 1925 Umdrehungen pro Minute, 89 PS (65 kW) Reiseleistung bei 1725 Umdrehungen pro Minute
- Kompression: 5,25:1
- Spezifischer Kraftstoffverbrauch: 0,365 kg/kWh
- Spezifischer Ölverbrauch: 0,0152 kg/kWh
- Leistungsgewicht: 1,125 kg/kWh